# Cifesa
La Compañía Industrial de Film Español, S.A., conocida como Cifesa, era una empresa española dedicada a la producción y distribución de filmes, con sede en Valencia. La empresa fue creada en 1932 por la familia Trénor. Vivió su época de esplendor entre 1942 y 1945 y cerró sus puertas en 1961.

## Historia

### Etapa inicial
Cifesa fue fundada en Valencia durante la Segunda República Española, el 15 de marzo de 1932, como una productora independiente que hacía películas de acuerdo a los gustos populares. Aunque la creación se atribuye a la familia Casanova, quienes posteriormente se harían con la empresa, fueron los Trènor quienes la fundaron. En 1933 cuando la compañía ya pertenecía a la familia Casanova, consiguió la exclusividad para distribuir en España las películas de Columbia Pictures. Tras hacer público el acuerdo, Cifesa comenzó una campaña de lanzamiento de la que destaca Los diez mandamientos, una declaración de intenciones:
1. Complacer al público sobre todas las cosas.
2. No ofrecerle buenas películas en vano.
3. Solemnizar las fiestas con programas selectos.
4. Honrar el espectáculo y el arte.
5. No matar de aburrimiento al resignado público.
6. No fastidiar al público con filmes soporíferos.
7. No hurtar a la admiración de tus clientes las incomparables películas Cifesa-Columbia por raras que sean.
8. No levantar falsos testimonios ni mentir en la propaganda.
9. No desear las películas de tus contrincantes si tiene contratadas las de Columbia.
10. No codiciar los éxitos ajenos y preocuparte de aumentar los tuyos con material Cifesa.

Estos mandamientos se encierran en dos: cuidar y atender al público sobre todas las cosas y ofrecerle constantemente las películas Cifesa-Columbia.
Aunque en un principio Cifesa se dedicó a distribuir exclusivamente el material de Columbia, pronto empezó a producir sus propias películas. Y en 1934 filmó su primer éxito La hermana San Sulpicio, segunda versión que Florián Rey hace de la novela de Armando Palacio Valdés.
La industria española no ha conocido otra empresa que se asemejara tanto a los estudios de Hollywood, creando un sistema muy parecido al modelo estadounidense. Poseía una plantilla propia, compuesta de profesionales, para la realización de películas, de este modo se comprende esa capacidad de producción propia de la empresa. Llegó a ser conocida también como el Hollywood español. Cifesa es la compañía más prolífica del momento, tanto que seguirá su andadura durante la guerra civil española sometiéndose a la realización de películas de propaganda y de guerra.

### Guerra civil
Tras el conflicto se realizaron algunas películas de cortometraje por voluntad del Estado. En cuanto a los largometrajes, se siguieron las mismas pautas que las de los años de la República. La industria cinematográfica española se vio muy afectada por la Guerra Civil y la postguerra, pero Cifesa encontró la manera de afrontar esa situación.
Después del 18 de julio, y como consecuencia de los conflictos, se formaron tres Cifesas: la de Valencia, una en Madrid (en el bando republicano) y una en Sevilla (que luchó con los insurrectos). A partir de este momento, Cifesa tuvo su sede central en Valencia, pero toda la actividad principal, sobre todo la producción de filmes, se realizaba en Madrid. Durante los tres años que duró la guerra, toda la producción cinematográfica de la Cifesa valenciana se centró en el "Noticiario Cifesa", del cual solo salieron tres números, de diez minutos cada uno y centrados en las actividades del Gobierno Republicano en Valencia. Fue desde Madrid donde siguió concentrándose la empresa, y desde donde prosiguió la distribución de películas de la casa y otras. También se aprovechó para publicar algunas nuevas producciones que el estallido de la guerra no dejó estrenar.
Hasta el fin de la contienda Cifesa tuvo que sobrevivir con el material con el que contaba antes del 18 de julio. Sin embargo, en 1937 se adquirieron algunos filmes italianos para renovar los stocks, y se reemprendió la producción. Las películas rodadas en este periodo se reparten en dos grupos: los filmes documentales y de propaganda, relacionados con la guerra, y los filmes de ficción que enlazaban con el período anterior. Dentro de las películas de propaganda, encontramos Entierro del general Sanjurjo (1936), Hacia la nueva España (1938) o El desfile de la victoria en Valencia (1939).

### Años de esplendor

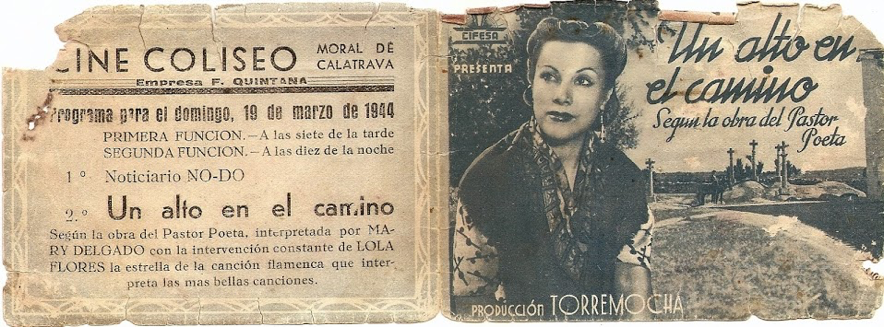
Un programa de 1944 con parcial logotipo de Cifesa (tope-centro).

En las décadas de 1940 y 1950 fue la productora más importante del cine español, llegando a tener un promedio de cuatro películas por año durante la década de 1940. El Estado dictó una serie de medidas que resultaron muy favorables para la industria del cine español. Entre estas medidas cabe destacar la creación de un crédito sindical, la aparición de premios a la calidad y la importancia que se daba a la producción de filmes españoles frente a la importación. Esta decisión del Estado provocó una ampliación del negocio, por lo que Cifesa comenzó a adquirir o construir nuevos estudios de rodaje, con la finalidad de alquilarlos a otras sociedades productoras del audiovisual (Sevilla Films), para que el aumento de la capacidad del rodaje del cine español fuera efectivo.
En el año 1943, Cifesa llegó a su momento de máximo esplendor. El progreso desde 1939 había sido tan rápido debido a la aceleración producida por las medidas de protección tomadas por el Estado. Cabe destacar que Cifesa no produjo de forma única ninguna de las películas que lanzó al mercado, siguiendo con su política de coproducción amparada por el Estado. Entre estas películas cabe destacar El hombre que se quiso matar (1942) o La culpa del otro (1942). Esta política de coproducciones llegó a su fin en 1944, año en que se aumentó la producción y se intensificó el número de importaciones.

### Decadencia
En la década de 1950 empezó a manifestarse la decadencia de Cifesa, aunque no termina de estar del todo claro por qué la empresa cerró sus puertas. De las doce películas lanzadas en 1943, se redujo la producción al 50% al año siguiente, al igual que la distribución, que también se vio afectada. Según manifestó la empresa en su momento, las causas del declive fueron las fuertes restricciones del consumo de energía eléctrica, que hicieron reducir la demanda, y la reducción de cintas vírgenes para las copias, a causa de la guerra. Pese a que muchos autores han afirmado que todo suena a excusas, la mayor empresa de cine hasta ahora, iba allanando el terreno para la crisis que se avecinaba.
Entre 1946 y 1947, Cifesa reorientó su estrategia para volver a ser la empresa fuerte de sus días de esplendor. Entre las medidas que se tomaron está la de reducir drásticamente la producción, por la presión que ejercían los grandes filmes extranjeros, y emprender el camino a la superproducción, para poder hacer frente a la competencia. Sin embargo, aprovechando la etapa de crisis que había sufrido Cifesa, comenzaba a tomar fuerza en España: Cesáreo González, quien representaría la principal competencia de Cifesa en sus últimos años con Suevia Films.
Pese a los numerosos esfuerzos por relanzar su producción, el fin de la empresa no tenía vuelta atrás y acabó por cerrar sus puertas tras una gravosa operación, que terminó con el último suspiro de Cifesa. Todo esto se vio provocado por el intento de importar la famosa La Dolce Vita de Federico Fellini, ya que para contar con la exclusividad del estreno Cifesa adelantó una importante cantidad de dinero. La operación se vio truncada cuando la censura franquista decidió prohibirla. Así, en 1965 Cifesa dejó de existir, habiendo producido su última película en 1961.
Como los estudios norteamericanos, también Cifesa tenía estrellas que trabajaban en exclusividad para la productora, como es el caso de Imperio Argentina, Rafael Durán, Amparo Rivelles, Aurora Bautista o Alfredo Mayo, que fue cedido por el estudio para la película Raza.

## Películas (selección)
- 1934 - Es mi hombre dirigida por Benito Perojo
- 1934 - La hermana San Sulpicio dirigida por Florián Rey
- 1935 - Nobleza baturra dirigida por Florián Rey
- 1935 - La verbena de la Paloma dirigida por Benito Perojo
- 1936 - Morena Clara
- 1937 - La reina mora
- 1940 -  La Dolores
- 1940 - La gitanilla
- 1940 - Boy
- 1940 - El último húsar
- 1941 - Torbellino dirigida por Luis Marquina
- 1942 - El hombre que se quiso matar
- 1942 - La culpa del otro
- 1943 - Deliciosamente tontos
- 1943 - Noche fantástica
- 1944 - Una chica de opereta dirigida por Ramon Quadreny
- 1944 - Ella, él y sus millones dirigida por Juan de Orduña
- 1944 - El clavo dirigida por Rafael Gil
- 1944 - El fantasma y Doña Juanita dirigida por Rafael Gil
- 1947 - La Lola se va a los puertos dirigida por Juan de Orduña
- 1947 - Don Quijote de la Mancha dirigida por Rafael Gil
- 1948 - Locura de amor dirigida por Juan de Orduña
- 1949 - Currito de la Cruz dirigida por Luis Lucia
- 1950 - Pequeñeces dirigida por Juan de Orduña
- 1950 - Agustina de Aragón dirigida por Juan de Orduña
- 1951 - Alba de América dirigida por Juan de Orduña
- 1951 - La leona de Castilla dirigida por Juan de Orduña
- 1951 - Una Cubana en España dirigida por Luis Bayón Herrera
- 1952 - Gloria Mairena dirigida por Luis Lucia
- 1952 - Lola la Piconera  dirigida por Luis Lucia
- 1953 - Jeromín dirigida por Luis Lucia
- 1953 - Aeropuerto dirigida por Luis Lucia
- 1954 - Malvaloca dirigida por Ramón Torrado
- 1954 - Las aventuras del barbero de Sevilla dirigida por Benito Perojo
- 1955 - Congreso en Sevilla dirigida por Antonio Román
- 1955 - Esa voz es una mina dirigida por Luis Lucia
- 1955 - El Piyayo dirigida por Luis Lucia
- 1956 - Los ladrones somos gente honrada dirigida por Pedro Luis Ramírez
- 1957 - El último cuplé[5]